# 唐仁祖
唐 仁祖（とう じんそ、1249年 - 1301年）は、モンゴル帝国および大元ウルスに仕えたウイグル人。

## 概要
唐仁祖の祖父は唐古直という名前で、子孫はこの名前に因んで「唐」という漢風の姓を名乗るようになったという。1211年に天山ウイグル王国がモンゴル帝国に服属した時、唐古直は17歳にしてこれに仕え、チンギス・カンによって末子のトルイの配下に入れられた。トルイは当初唐古直を重用しなかったが、トルイの妻のソルコクタニ・ベキは唐古直の才を見いだしてジャルグチに任命した。その息子の唐驥はトルイの次男のクビライが即位するとその息子のチンキムのビチクチとされ、次いでダルガチに昇格となった。
唐驥の息子の唐仁祖は幼い頃から聡明で、父が早世した後は母から書を学び、諸国語に通じるようになった。クビライの即位後、唐仁祖はクビライに質子（トルカク）として仕えるようになるが、唐仁祖を初めて見たクビライは「唐古直の孫であるならば、聡明なことは疑いない」と語ったという。その後は中書省に入って翰林直学士となり、やがて参議尚書省事となった。
この頃、朝廷ではサンガが権勢を振るっていたが、唐仁祖はたびたびサンガの意向に逆らったため、周囲の者から身の危険を心配されたという。
クビライが亡くなって孫のテムルが即位すると、テムルはまず生母のココジンを皇太后に追封し、唐仁祖にその冊文を作るよう命じた。その後も唐仁祖はしばらく健在であったが、1301年（大徳5年）に53歳で亡くなった。死後は息子の唐恕が後を継いだ。